# José Antonio García-Noblejas y García-Noblejas
José Antonio García-Noblejas y García-Noblejas (Madrid, 1917 - 23 de desembre de 1989) fou un notari i polític espanyol, governador civil de Castelló durant el franquisme.
Fill de Tomás García-Noblejas y Quevedo i María García-Noblejas y Quesada. Estudià dret a la Universitat de Madrid i es va afiliar a Falange Española. Durant la guerra civil espanyola el seu paren i el seu oncle foren assassinats a Paracuellos de Jarama, i els seus cosins foren destacats milicians de la Falange. Ell mateix fou tancat a la Presó Model de Madrid i a Alcalá de Henares, però pogué fugir i es va aixoplugar a l'ambaixada de Noruega fins a la fi de la guerra.
El 1942 va aprovar les oposicions a notari i fou destinat a Daimiel. El 1952 fou nomenat president de la Diputació Provincial de Ciudad Real i procurador en Corts per l'apartat de l'Administració local. Deixà el càrrec el juliol de 1956, quan fou nomenat governador civil de Castelló. Va cessar en el càrrec en juliol de 1956, quan fou nomenat Director general d'Arxius i Biblioteques. El 1960 fou guardonat amb la Gran Creu de l'Orde del Mèrit Civil.
A les eleccions generals espanyoles de 1977 fou candidat al Congrés dels Diputats per la província de Ciudad Real a l'Alianza Nacional del 18 de julio.

## Obres
- Valdepeñas, 6 de junio de 1808, Valdepeñas : Ayuntamiento, D.L. 1991. ISBN 84-87229-03-4
- La democracia mixta: una nueva democracia (ensayo de antropología política) amb Eduardo Adsuara, Madrid : E. Adsuara, D.L. 1984. ISBN 84-398-1177-2
- Las leyendas y el Padre Las Casas amb Rodolfo Jimeno, Madrid : Vassallo de Mumbert, D.L. 1983. ISBN 84-7335-050-2